# روکرسدورف (بایرن)
روکرسدورف (به آلمانی: Rückersdorf) یک شهر در آلمان است که در نورنبرگر لاند واقع شده‌است.